# 馬歇爾 (密歇根州)
馬歇爾（英語：Marshall）是美國密歇根州卡爾霍恩縣的縣治。根據2010年美國人口普查，該地人口共7,088人，面積則約為16.78平方千米。

## 地理
馬歇爾的座標為42°16′14″N 84°57′36″W / 42.27056°N 84.96000°W，而該地的平均海拔高度為280米（即919英尺）。